# Přílepy (okres Kroměříž)
Obec Přílepy se nachází v okrese Kroměříž ve Zlínském kraji. Žije zde přibližně 1 000 obyvatel.

## Název
Jméno vesnice se dá vyložit dvěma způsoby: Mohlo jít o množné číslo osobního jména Přílep (pak jméno označovalo Přílepy, tedy Přílepovu rodinu) nebo šlo o označení vsi, která byla dodatečně přilepena (tj. připojena) k nějakému většímu území.

## Historie
První písemná zmínka o obci pochází z roku 1272. Majitelem této osady byl Jindřich z Přílep. Na místě dnešního zámku stála v tuto dobu tvrz.V roku 1984 se zde narodil herec Ondřej Bauer. V obci se narodil a v současné době i bydlí fotbalista Zdeněk Grygera.

## Obyvatelstvo

### Struktura
Vývoj počtu obyvatel za celou obec i za jeho jednotlivé části uvádí tabulka níže, ve které se zobrazuje i příslušnost jednotlivých částí k obci či následné odtržení.
| Místní části   | Místní části | 1869 | 1880 | 1890 | 1900 | 1910 | 1921 | 1930 | 1950 | 1961 | 1970 | 1980 | 1991 | 2001 | 2011 |
| -------------- | ------------ | ---- | ---- | ---- | ---- | ---- | ---- | ---- | ---- | ---- | ---- | ---- | ---- | ---- | ---- |
| Počet obyvatel | část Přílepy | 512  | 541  | 540  | 598  | 664  | 672  | 707  | 734  | 835  | 801  | 810  | 832  | 834  | 911  |
| Počet domů     | část Přílepy | 79   | 89   | 93   | 101  | 118  | 120  | 140  | 190  | 197  | 208  | 227  | 276  | 298  | 322  |

## SDH Přílepy
Tento sbor byl založen 25. května 1949

## Pamětihodnosti
- Zámek Přílepy
- lesní kaple Nanebevzetí Panny Marie
- Kříž na návsi z roku 1764

## Fotogalerie

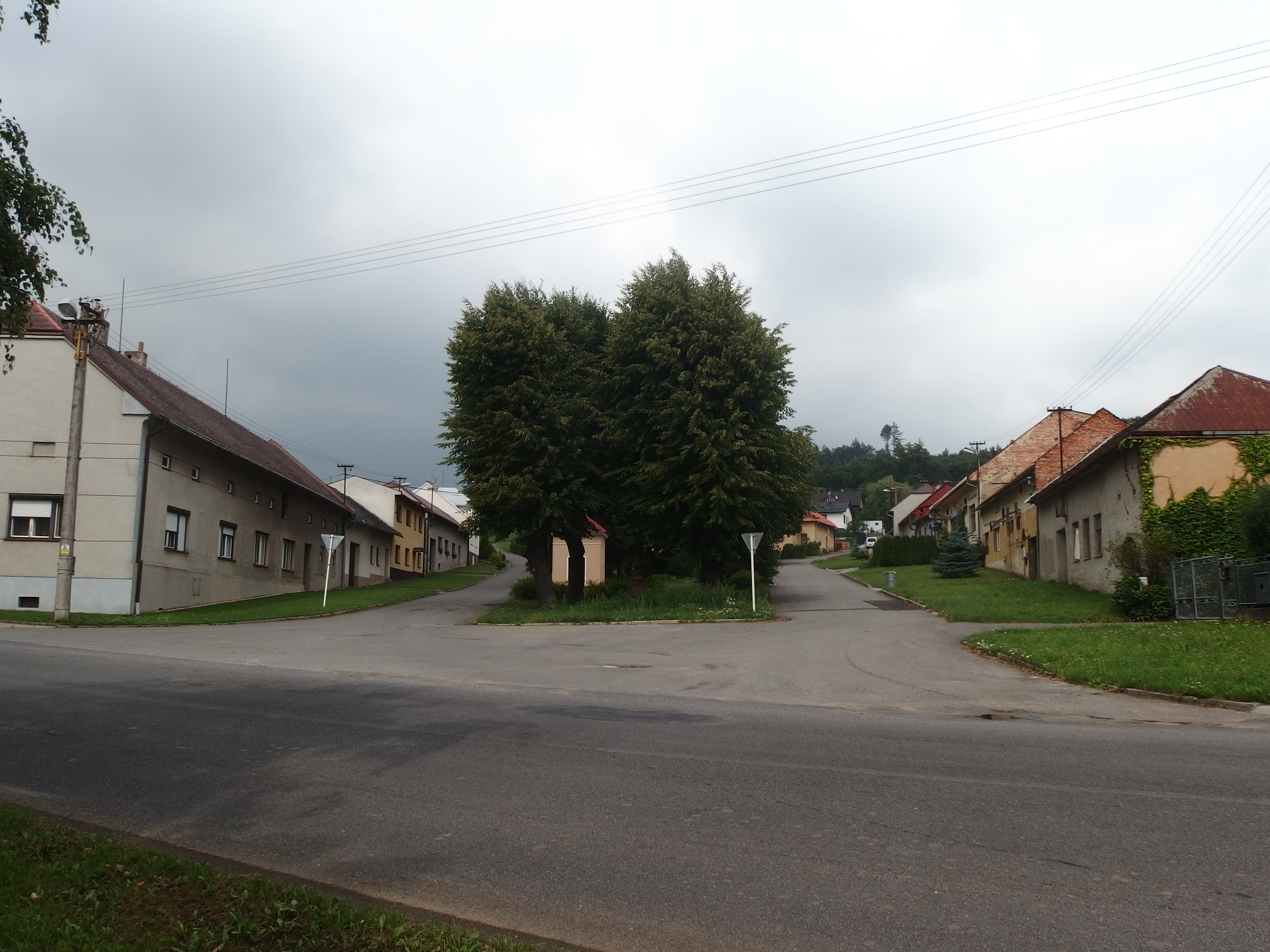
Náves podkovovitého tvaru
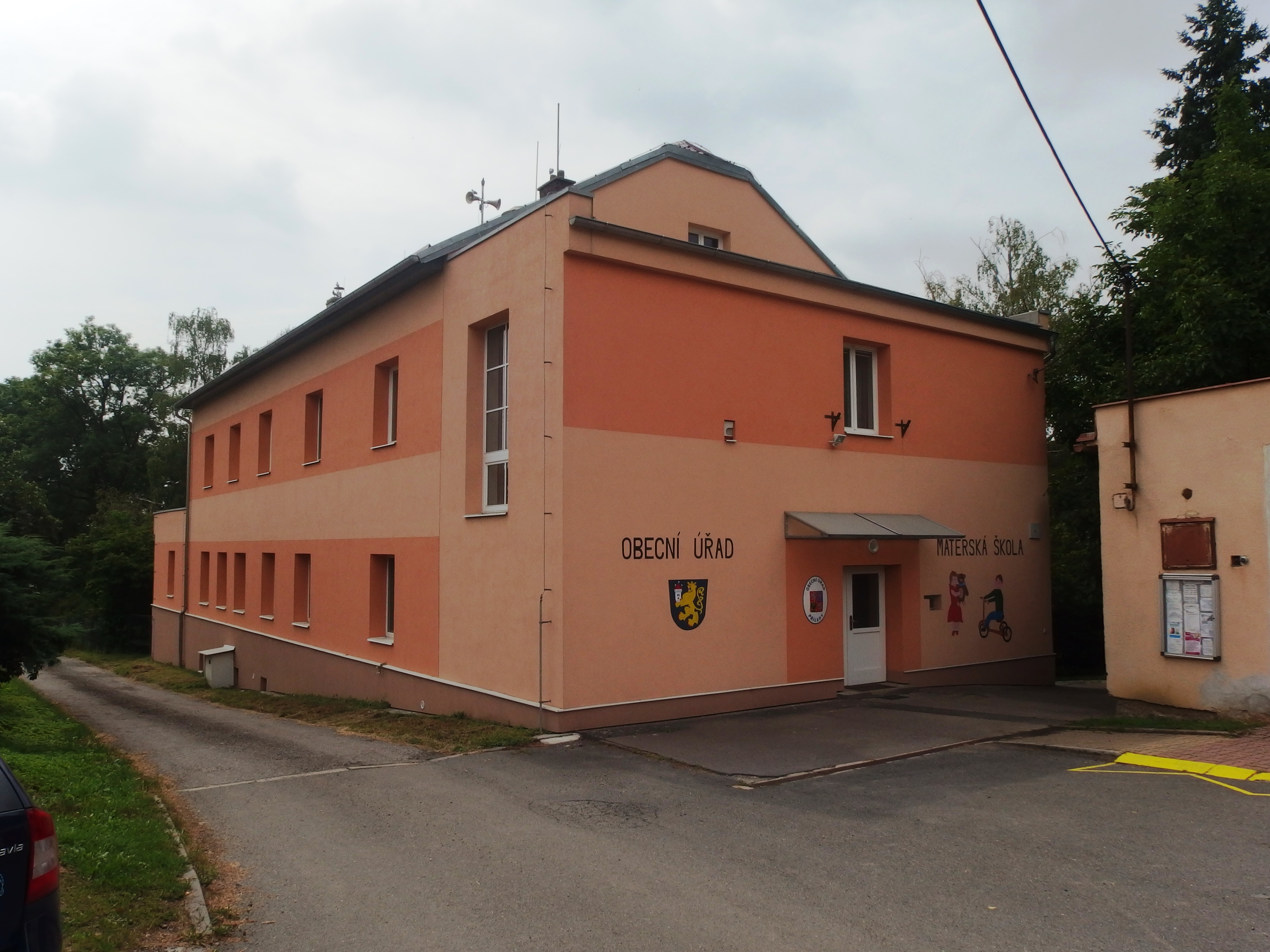
Obecní úřad
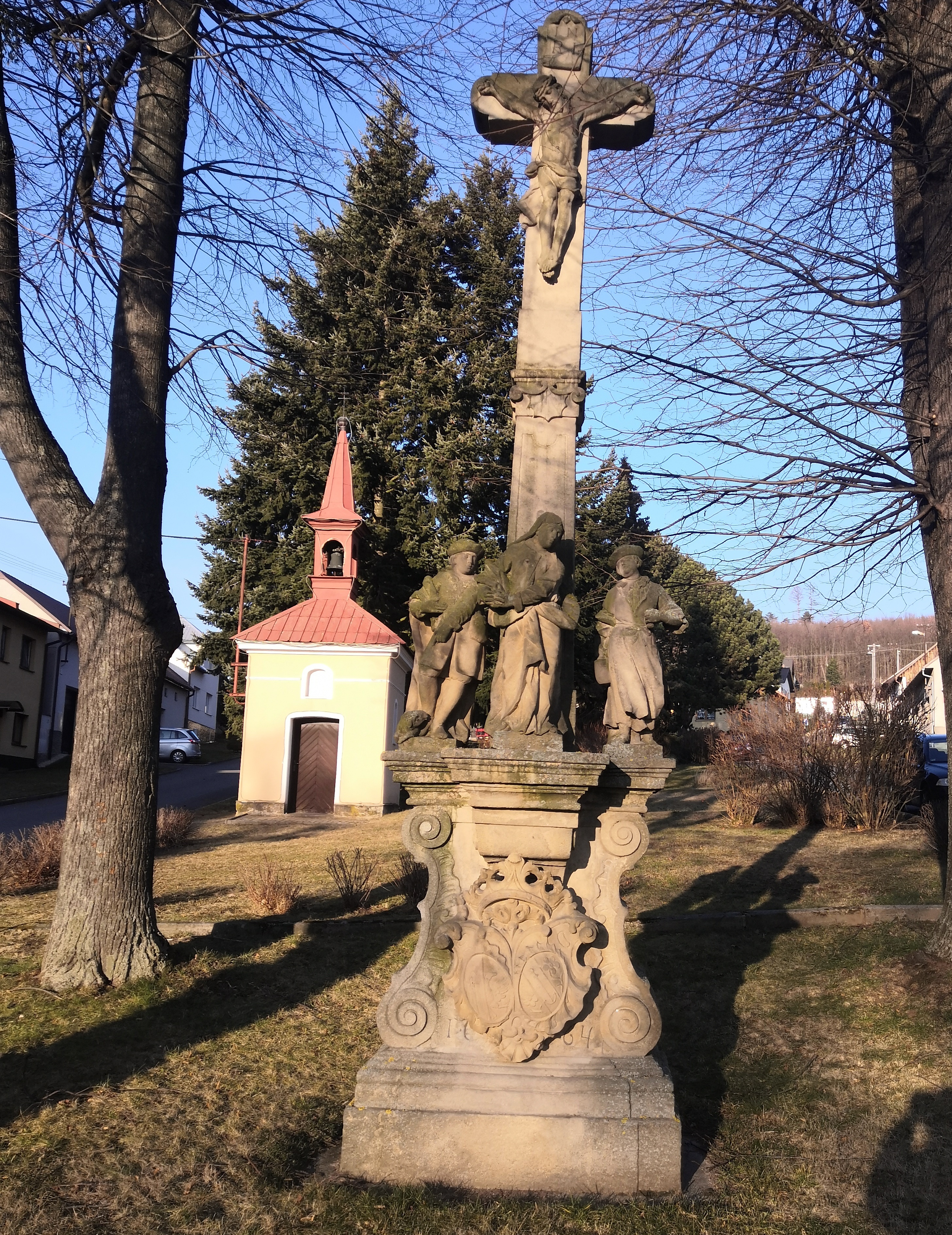
Kříž z roku 1764
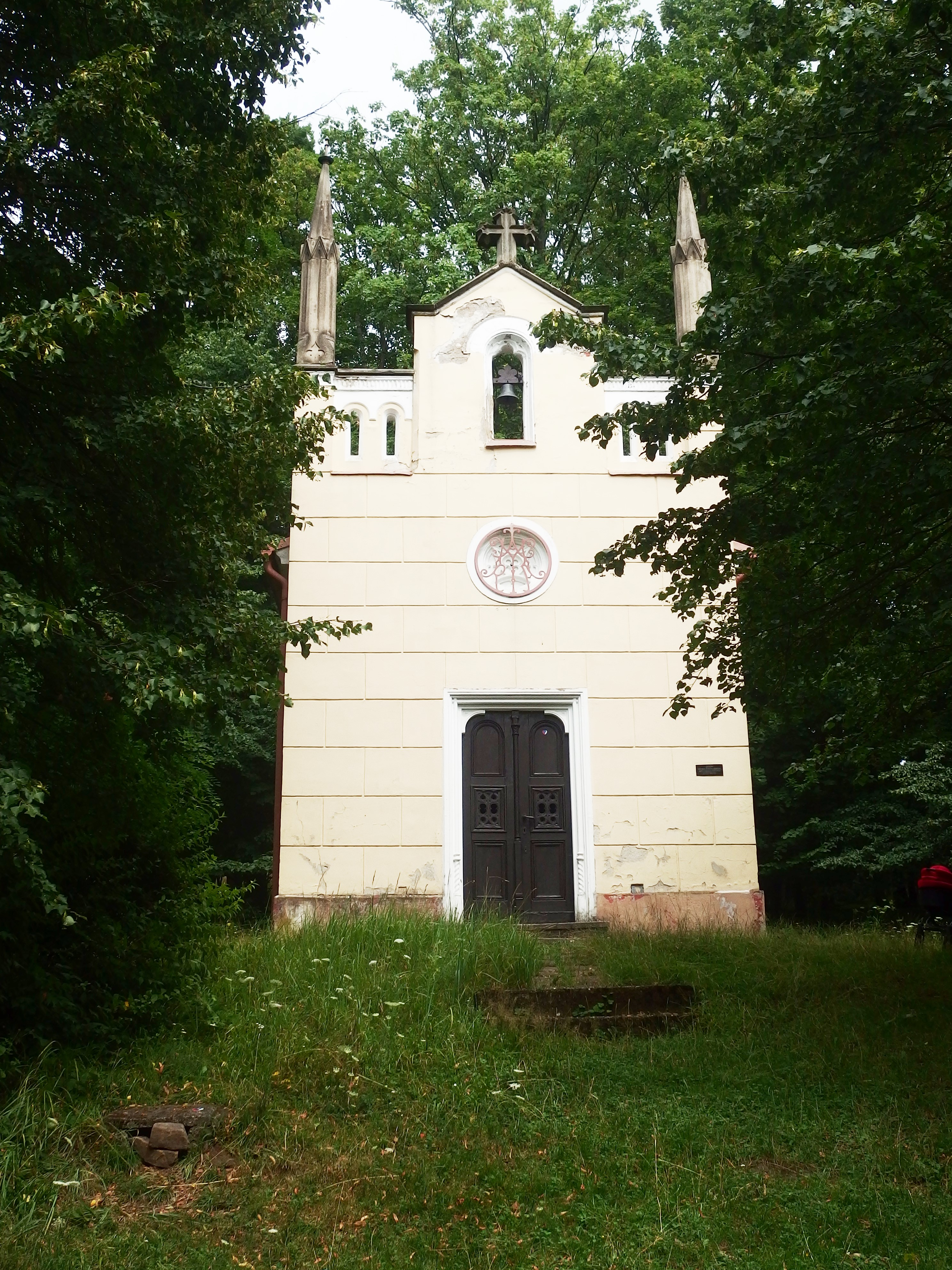
Tzv. Lesní kaple Panny Marie Svatohostýnské